# Championnat d'Azerbaïdjan de football 1999-2000
Navigation
Saison précédente Saison suivante
La saison 1999-2000 du Championnat d'Azerbaïdjan de football était la 9e édition de la première division en Azerbaïdjan. Appelée Top League, elle regroupe 12 clubs azéris regroupés en une poule unique où les équipes s'affrontent deux fois, à domicile et à l'extérieur. À la fin de la saison, les deux derniers du classement sont relégués en deuxième division et remplacés par les deux meilleurs clubs de First League.

Le FK Shamkir remporte le premier titre de champion d'Azerbaïdjan de son histoire en terminant en tête du classement, avec 11 points d'avance sur le double tenant du titre, le FK Gandja et 12 sur le FK Neftchi Bakou. 

## Les 12 clubs participants
| - FK Neftchi Bakou - Vilyash Masall - PFK Turan Tovuz - ANS Pivani Bakou - FK Gandja - FK Qarabag Agdam | - FK Shamkir - MOIK Bakou - Kimyachi Sumgayit - FK Bakou - Shafa Bakou - Khazar University Bakou - Promu de D2 |

## Compétition
Le barème de points servant à établir le classement se décompose ainsi :
- Victoire : 3 points
- Match nul : 1 point
- Défaite : 0 point

### Classement
| Rang | Équipe                    | Pts | J  | G  | N  | P  | Bp | Bc | Diff |
| ---- | ------------------------- | --- | -- | -- | -- | -- | -- | -- | ---- |
| 1    | FK Shamkir                | 55  | 22 | 17 | 4  | 1  | 46 | 11 | +35  |
| 2    | FK Gandja T C             | 44  | 22 | 14 | 2  | 6  | 46 | 24 | +22  |
| 3    | FK Neftchi Bakou          | 43  | 22 | 13 | 4  | 5  | 35 | 17 | +18  |
| 4    | FK Vilash Masalli         | 36  | 22 | 11 | 3  | 8  | 28 | 25 | +3   |
| 5    | ANS Pivani Bakou          | 32  | 22 | 10 | 2  | 10 | 24 | 28 | -4   |
| 6    | FK Bakou                  | 31  | 22 | 9  | 4  | 9  | 21 | 17 | +4   |
| 7    | Shafa Bakou               | 27  | 22 | 8  | 3  | 11 | 22 | 32 | -10  |
| 8    | FK Qarabag Agdam          | 25  | 22 | 5  | 10 | 7  | 21 | 25 | -4   |
| 9    | Kimyachi Sumgayit         | 22  | 22 | 7  | 1  | 14 | 23 | 34 | -11  |
| 10   | PFK Turan Tovuz           | 20  | 22 | 5  | 5  | 12 | 17 | 36 | -19  |
| 11   | Khazar University Bakou P | 18  | 22 | 5  | 3  | 14 | 19 | 41 | -22  |
| 12   | MOIK Bakou                | 12  | 22 | 3  | 3  | 16 | 11 | 41 | -30  |

|  | Qualification pour la Ligue des champions 2000-2001                                  |
|  | Qualification pour la Coupe UEFA 2000-2001                                           |
|  | Qualification pour la Coupe Intertoto 2000                                           |
|  | Relégation en deuxième division                                                      |
|  | T Tenant du titre C Vainqueur de la Coupe d'Azerbaïdjan P Promu de deuxième division |

- Le club d'ANS Pivani Bakou est dissous en fin de saison pour raisons financières et permet au Khazar University Bakou d'être repêché et de pouvoir participer au championnat de première division la saison prochaine.

## Bilan de la saison
| Championnat d'Azerbaïdjan de football 1999-2000 |                            |
| Champion                                        | FK Shamkir (1er titre)     |
| Coupes et trophées                              |                            |
| Vainqueur de la Coupe d'Azerbaïdjan 1999-2000   | FK Gandja                  |
| Qualifications continentales                    |                            |
| Ligue des champions 2000-2001                   | FK Shamkir                 |
| Coupe UEFA 2000-2001                            | FK Neftchi Bakou           |
| Coupe UEFA 2000-2001                            | FK Gandja                  |
| Coupe Intertoto 2000                            | FK Vilash Masalli          |
| Promotions et relégations                       |                            |
| Promus en Top League                            | Shahdag Kuba               |
| Promus en Top League                            | Araz Nahchivan             |
| Relégués en First League                        | ANS Pivani Bakou (dissous) |
| Relégués en First League                        | MOIK Bakou                 |